# Black Coffee (canción)
Black Coffee es una canción popular compuesta por Sonny Burke en 1948, con letra de Paul Francis Webster. La canción se convirtió en un éxito en Estados Unidos en la versión que de ella hizo Sarah Vaughan al año siguiente. También es muy popular la versión de Ella Fitzgerald.

## Letra
I'm feeling mighty lonesome
 Haven't slept a wink
 I walk the floor and watch the door
 And in between I drink
 Black Coffee
 Love's a hand me down brew
 I'll never know a Sunday
 In this weekday room
I'm talking to the shadows
 1 o'clock to 4
 And Lord, how slow the moments go
 When all I do is pour
 Black Coffee
 Since the blues caught my eye
 I'm hanging out on Monday
 My Sunday dream's too dry
Now a man is born to go a lovin'
 A woman's born to weep and fret
 To stay at home and tend her oven
 And drown her past regrets
 In coffee and cigarettes
I'm moody all the morning
 Mourning all the night
 And in between it's nicotine
 And not much hard to fight
 Black Coffee
 Feelin' low as the ground
 It's driving me crazy just waiting for my baby
 To maybe come around
My nerves have gone to pieces
 My hair is turning gray
 All I do is drink black coffee
 Since my man's gone away.